# Malandania pulchra
Malandania pulchra är en insektsart som beskrevs av Sjöstedt 1918. Malandania pulchra ingår i släktet Malandania och familjen Phasmatidae. Inga underarter finns listade i Catalogue of Life.